# الکساندرو سیریشیانو
الکساندرو سیریشیانو (انگلیسی: Alexandru Sirițeanu؛ زادهٔ ۱۶ آوریل ۱۹۸۴) شمشیرباز اهل رومانی است.